# Popis hrvatskih košarkaša u američkoj sveučilišnoj košarci
Popis poznatih hrvatskih košarkaša u američkoj sveučilišnoj košarci: natjecanja pod krovom NCAA, NAIA ( National Association of Intercollegiate Athletics) i druga natjecanja.
| Igrač          | Sveučilišna momčad                                           | Sveučilište                                                    | Sezone |
| -------------- | ------------------------------------------------------------ | -------------------------------------------------------------- | ------ |
| Krešimir Ćosić | Brigham Young Cougars                                        | Brigham Young University                                       |        |
| Emilio Kovačić | Grand Canyon Antelopes Arizona State Sun Devils Biola Eagles | Grand Canyon College Arizona State University Biola University |        |
| Davor Marcelić | Southern Utah Thunderbirds                                   | Southern Utah University                                       |        |
| Mario Kasun    | Gonzaga Bulldogs                                             | Gonzaga University                                             |        |

## Vanjske poveznice
- NBACRO Hrvati u NCAA: Odličan Buljan, Baran i Čuljak[neaktivna poveznica]
- Slaba minutaža Hrvata na početku NCAA lige  Arhivirana inačica izvorne stranice od 19. siječnja 2012. (Wayback Machine)
- Košarka.org -  Igrači na Sveučilištu u USA[neaktivna poveznica]
- Croatia.org - Croatian and BiH Basketball Players in the USA
- European prospects - NCAA Recruiting – European players in the USA